# Theristus parasiticus
Theristus parasiticus is een rondwormensoort uit de familie van de Xyalidae. De wetenschappelijke naam van de soort is voor het eerst geldig gepubliceerd in 1938 door Penso.